# Dicranella weberbaueri
Dicranella weberbaueri är en bladmossart som beskrevs av Brotherus 1920. Dicranella weberbaueri ingår i släktet jordmossor, och familjen Dicranaceae. Inga underarter finns listade i Catalogue of Life.